# Gerhard Heinze
Gerhard Heinze (* 30. November 1948 in Neu-Ulm) ist ein ehemaliger deutscher Fußballspieler. Der Torhüter hat bei den Vereinen VfB Stuttgart und MSV Duisburg von 1967 bis 1982 insgesamt 398 Ligaspiele in der Fußball-Bundesliga absolviert.

## Sportliche Laufbahn

### Vereinskarriere

#### VfB Stuttgart, 1965 bis 1975
In der Jugend wechselte Heinze 1965 vom TSV Eggenfelden aus dem Landkreis Rottal-Inn in Niederbayern zum VfB Stuttgart. Er hatte in der süddeutschen Jugendauswahl mit den zwei VfB-Talenten Karl-Heinz Handschuh und Horst Köppel zusammen gespielt und darüber Kontakte zum VfB geknüpft.
Zur Saison 1967/68 unterschrieb er, wie sein Jugendkollege Roland Weidle, seinen ersten Profivertrag beim VfB. Das 19-jährige Torwarttalent stand in seiner ersten Saison noch im Schatten des 10-fachen Nationalspielers Günter Sawitzki, erst am Ende der Rückrunde, am 20. April 1968, debütierte er beim Heimspiel gegen den FC Bayern München in der Bundesliga. Vor 40.000 Zuschauern gelang ihm hinter Mittelläufer Klaus-Dieter Sieloff ein glänzender Einstand. In der Bundesliga Chronik 1967/68 ist notiert: „... aber der junge Gerhard Heinze im VfB-Tor machte ein überragendes Spiel. Zum ersten Mal hatte ihm Trainer Baumann das Vertrauen geschenkt und war selbst beeindruckt vom Können des 19-Jährigen.“ Die Rangfolge im Tor 1967/68 beim VfB Stuttgart führte Sawitzki mit 21, vor Dieter Feller mit 10 und Heinze mit drei Bundesligaspielen an. Doch schon in der darauffolgenden Spielzeit konnte er den damals 36-jährigen Sawitzki aus dem Tor verdrängen. Mit 20 Jahren war Heinze die Nummer eins des VfB Stuttgart und blieb es im Großen und Ganzen bis 1975, obwohl er wegen seiner relativ geringen Körpergröße von 176 Zentimetern umstritten war. Diesen Mangel konnte Heinze allerdings durch eine große Sprungkraft und großartige Reflexe auf der Linie kompensieren.
Zur Saison 1971/72 wurde unter Trainer Branko Zebec dessen Landsmann Zlatko Škorić als Konkurrent verpflichtet und übernahm tatsächlich mit 24 Einsätzen die Nummer eins. In den nächsten drei Runden war Heinze wieder unter Trainer Hermann Eppenhoff die Nummer eins. Als 1972/73 mit dem 6. Rang die Qualifikation für den UEFA Cup des nächsten Jahres gelang, hatte Heinze in 29 Ligaspielen das Tor gehütet. Die Spiele im UEFA-Pokal 1973/74 wurden dann eine Erfolgsgeschichte, welche erst in den zwei Halbfinals im April 1974 gegen Feyenoord Rotterdam endeten. Zum mit 1:2 verlorenen Hinspiel am 10. April in Rotterdam wird im EC-Buch von Weinrich festgehalten: „Wie nicht anders zu erwarten, drängte Feyenoord im proppenvollen Stadion (58.395 Zuschauer) von Beginn an fast pausenlos auf das von Gerhard Heinze vorzüglich gehütete VfB-Tor.“ Das Heimspiel endete gegen das Team von Trainer Wiel Coerver und dessen Leistungsträgern Wim Rijsbergen, Wim Jansen und Theo de Jong mit 2:2 und der VfB war damit knapp am Einzug in das Finale gescheitert. Ab 1972/73 hatte er sich des Nachwuchstalents Helmut Roleder zu erwehren. In der Saison 1974/75 stieg der VfB Stuttgart zum ersten Mal in seiner Vereinsgeschichte aus der Fußball-Bundesliga ab. Heinze bestritt am 14. Juni 1975, bei einem 3:2-Heimerfolg gegen RW Essen, unter Eppenhoff-Nachfolger Albert Sing mit Mitspielern wie Willi Entenmann, Bernd Martin, Egon Coordes und Manfred Weidmann sein letztes Bundesligaspiel für die Mannschaft „mit dem Ring auf der Brust.“

#### MSV Duisburg, 1975 bis 1983
Zur Saison 1975/76 wechselte Heinze zum MSV Duisburg, wo er über Jahre zum Rückhalt der „Zebras“ wurde. Am 10. Spieltag, den 4. Oktober 1975, debütierte der Ex-Stuttgarter bei einem 1:1-Heimremis gegen den VfL Bochum im Team von Trainer Willibert Kremer. Die ersten neun Ligaspiele hatte Dietmar Linders für die „Zebras“ bestritten und der MSV stand mit 7:11 Punkten auf dem 17. Rang. Am Rundenende belegten Heinze und Kollegen mit 33:35 Punkten den 10. Rang und Heinze hatte in 23 Einsätzen sein Können auch in der Wedau unter Beweis gestellt. In der Saison 1976/77 wurde er am 20. November 1976, einer 2:3-Niederlage beim FC Schalke 04, in der 60. Minute wegen einer Verletzung ausgewechselt. In der MSV-Chronik ist dazu festgehalten: „Mit Nierenbluten wurde Keeper Heinze nach dem 2:3 auf Schalke ins Krankenhaus gebracht. Der 28-Jährige war nur vorsichtshalber nach einem Zusammenprall von Vereinsarzt Dr. Preißler in die Klinik geschickt worden. Das rettete Heinze das Leben.“ Als der MSV in der Saison 1977/78 mit dem 6. Rang die Qualifikation zum UEFA-Pokal der nächsten Runde erreichte, hatte Heinz in 31 Ligaspielen das Tor des Teams um Bernard Dietz, Michael Bella, Kees Bregman, Theo Bücker, Herbert Büssers, Ditmar Jakobs, Kurt Jara, Rudolf Seliger und Ronald Worm gehütet. Trainer Otto Knefler war wegen anhaltender schwerer Krankheit Ende November 1977 durch Carl-Heinz Rühl ersetzt worden. Während der Runde ragte am 5. November 1977 ein 6:3-Heimerfolg gegen Bayern München heraus, wozu MSV-Ikone Dietz vier Tore beigesteuert hatte.
In der Saison 1978/79 war unter dem Trainer Rolf Schafstall ein „Tanz auf drei Hochzeiten“ angesagt: Bundesliga, DFB-Pokal und UEFA-Pokal. Die Mannen um Heinze hetzten von einer englischen Woche zur nächsten. Zu Beginn der Runde zog sich der Torhüter im Training vor dem 2. Bundesligaspieltag (19. August) einen Bruch der Hand zu und fiel deshalb zwei Monate aus; er wurde von Wolfgang Schreiner in dieser Zeit vertreten. Während es in der Bundesliga nicht gut lief, am Rundenende belegte der MSV den 13. Rang, setzten sich die „Zebras“ im UEFA-Pokal nach Erfolgen über Lech Posen, Carl Zeiss Jena, Racing Straßburg und Honved Budapest bis in das Halbfinale durch. Das führte das Heinze-Team gegen Borussia Mönchengladbach und die „Fohlen“ setzten sich am 25. April 1979 mit einem 4:1-Heimerfolg durch und zogen in das Finale ein. In drei Nachholspielen besiegte Duisburg im Mai 1979 mit 3:1 den FC Bayern München, mit 2:0 Borussia Mönchengladbach wie auch Eintracht Braunschweig, womit die abschließenden Niederlagen gegen FC Schalke 04 (1:2) und Eintracht Frankfurt (0:2) nicht mehr den Klassenerhalt verhindern konnten. In der Rückrunde, vom 4. April bis 9. Juni, musste die Mannschaft des Trainers Schafstall in 16 Pflichtspielen in der Bundesliga, dem UEFA-Pokal und dem DFB-Pokal antreten; Heinze stand in allen Partien im MSV-Gehäuse.
In der Runde 1981/82 stieg Heinze mit dem MSV Duisburg aus dem deutschen Fußballoberhaus ab, er hatte unter den Trainern Friedhelm Wenzlaff und Kuno Klötzer (ab 30. November 1981) an der Seite von Bernard Dietz, Manfred Dubski, Thomas Kempe, Herbert Büssers, Frank Saborowski, Uwe Helmes und Rudolf Seliger 29 Ligaspiele absolviert. Sein letztes Bundesligaspiel bestritt Heinze am 29. Mai 1982 bei einem 2:1-Heimerfolg gegen Fortuna Düsseldorf. Er blieb noch ein Jahr in der 2. Liga bei den Duisburgern und beendete nach 30 Einsätzen in der 2. Bundesliga seine Karriere.

### Rückkehr zu den Amateuren
1987 wurde Gerhard Heinze für 5 Spiele im Tor reaktiviert. Beim Dinslakener Verein SGP Oberlohberg e. V. half Heinze für die letzten Spiele aus und stieg am Ende in die Bezirksliga auf.

### Auswahleinsätze
Das Torhütertalent debütierte in der Rückrunde 1966/67 am 14. Februar 1967 beim Länderspiel in Mönchengladbach gegen England (0:1) in der Juniorennationalelf. Danach kam er im März in den zwei Qualifikationsspielen gegen die Niederlande (1:0, 2:1) zum Einsatz und lief auch beim UEFA-Juniorenturnier am 5. Mai 1967 in Istanbul gegen Frankreich (0:1) für die DFB-Auswahl im 1. Gruppenspiel auf. In den letzten beiden Vorrundenbegegnungen stand Horst Bertram für die U-18 des DFB zwischen den Pfosten.
Seine Torhüterklasse bestätigt sich auch durch seine drei Einsätze in der bundesdeutschen Nachwuchsauswahl in den Jahren 1969 bis 1971. Namhafte Konkurrenz im DFB-U-23-Tor war dabei schon allein durch seine zwei Jahrgangskollegen 1948 mit Hans-Jürgen Bradler, der 1972 für den deutschen Olympiakader in München berufen wurde, und Norbert Nigbur, im DFB-Weltmeisteraufgebot 1974, gegeben.

## Spielweise und Einstellung
Der klassische Linientorhüter mit extremer Sprungkraft, ausgezeichneter Reaktion und Beweglichkeit ausgestattet und mit spektakulären Flugeinlagen glänzend, spielte von 1967 bis 1983 im deutschen Spitzenfußball. 16 Jahre Leistungsfußball in der Bundesliga und im europäischen Clubfußball zeugen von einer profigerechten Trainingsmoral und leistungsfördernden Einstellung; alleine mit seinem Talent wäre diese lange Karriere nicht möglich gewesen.